# Гребенча, Михаил Кузьмич
Михаил Кузьмич Гребенча (1897 г., село Малаешты, Тираспольского уезда Херсонской губернии — 21 июня 1948 г., Москва — советский математик, педагог, профессор, заведующий кафедрой математики Московского горного института (сейчас - Горный институт НИТУ "МИСиС"). В 1941 г. - и.о. ректора Московского горного института им. И.В. Сталина. Возможно, был ректором МГПИ им. В. П. Потёмкина.

## Биография
Михаил Кузьмич Гребенча родился в 1897 году в семье народного учителя села Малаешты Тираспольского уезда Херсонской губернии. Молдаванин. В 1915 г. окончил гимназию в г. Николаеве, в том же году поступил на физико-математический факультет Московского университета. В апреле 1918 г., будучи студентом Московского университета, вступил добровольцем в ряды Красной Армии. Участник Гражданской войны, принимал участие в боях на Южном фронте, контужен, после чего демобилизован в октябре 1918 г. По возвращении с фронта восстановился в Московском университете, который окончил в 1919 г.
Сразу же после окончания университета, в марте 1919 г., поступил на должность преподавателя подготовительных курсов Московской горной академии. В 1920 г. М. К. Гребенча на общем собрании профессорско-преподавательского состава был избран профессором МГА по кафедре математики. Как и многие студенты и преподаватели, в голодные 20-е годы бедствовал. Василий Семенович Емельянов, бывший в те годы студентом МГА, вспоминал: "До сих пор стоит передо мною фигура профессора по математике М.К. Гребенчи в изношенном…пальто, напоминающем какой-то странный мешок, который он подпоясывал сплетенной из мочалы веревкой. Потирая озябшие руки, он брал мел и говорил нам об основах дифференциального исчисления, силясь написать мелом уравнения: мел крошился, царапал и не писал».
В 1930 г., после разделения Московской горной академии на шесть вузов, М.К. Гребенча занял должность профессора – заведующего кафедрой математики Московского горного института (сегодня – Горный институт НИТУ «МИСиС»). Кафедрой руководил до последних дней своей жизни.
Кроме МГА и позже МГИ, преподавал также в вечернем Московском городском педагогическом институте с момента его организации в 1931 году. По сообщению бывшего декана физико-математического факультета Курского государственного педагогического института Лидии Михайловны Леонидовой, в 1932 году был ректором МГПИ. В 1933 г., когда при вечернем институте было открыто дневное отделение, занял должность заведующего кафедрой математики. После введения нескольких кафедр занял должность заведующего кафедрой алгебры и элементарной математики, на которой оставался до конца своей жизни.
В первые месяцы войны, во время немецкого наступления на Москву был исполняющим обязанности директора Московского горного института (решением Всесоюзного Комитета по высшей школе (ВКВШ) зав. кафедрой математики профессор М.К. Гребенча с 17 октября 1941 года был назначен исполняющим обязанности директора МГИ), сохранил все оборудование вуза и обеспечил его планомерную эвакуацию. Сам эвакуироваться из Москвы отказался, на базе оставшегося оборудования развернул работу на нужды фронта. Кроме того, до возвращения МГИ из эвакуации вел большую работу по организации и налаживанию занятий в Московском городским педагогическом институте и, совместно с профессором Н.А. Глаголевым, – в Московском государственном университете.
Был одним из самых популярных преподавателей, легендой Московского горного института. Ветераны института вспоминали об этом так: "Нам говорили, что профессор Гребенча талантливейший математик, его очень ценил знаменитый Киселев - глава московской школы математики, по  учебникам которого мы изучали интегральное и дифференциальное исчисления. Говорили, что Гребенча - цыган, мальчишкой отставший от своего табора и застрявший в Москве. Тут он проявил невероятные природные способности, всех поражал молниеносной скоростью постижения всех премудростей науки, взошел яркой звездой, стал профессором столичного вуза. Цыган-математик прекрасно играл на скрипке и собирал в своей квартирке на чаепитие «могучую кучку». У Гребенчи проходили настоящие литературно-музыкальные вечера". А вот другое описание: "С удовлетворением отзывались коллеги об одном из вечеров, почти регулярно проводимых на квартире М.К. Гребенчи, которая находилась на втором этаже флигеля во дворе МГИ. Участниками вечера-встречи были колоритные фигуры. Михаил Кузьмич Гребенча - профессор, зав. кафедрой высшей математики. Задумчивый, сдержанный, лаконично точный в выражениях. Вихрастый, в пенсне, с баритональным грудным голосом. Любитель играть на скрипке, исполнять цыганскую и классическую музыку под аккомпанемент рояля".
Скончался в 1948 году. Сообщение о смерти было сделано П.С. Александровым на заседании Московского математического общества, участники заседания почтили память М.С. Гребенчи. Похоронен на Даниловском кладбище в Москве, участок 27.

## Научная и педагогическая деятельность
Крупный математик-педагог и методист. Будучи широко образованным математиком большой эрудиции, М.К. Гребенча работал в области как теоретической, так и прикладной математики, а также в области методики преподавания математики.
Ему принадлежат свыше 30 работ на различные научные, прикладные и методические темы. Известен как автор ряда учебников, получивших широкое распространение, многократно переиздававшихся, в том числе и за пределами Советского Союза (курс дифференциальных уравнений, курс математического анализа, учебник арифметики для учительских институтов). Его учебники переиздавались много лет после его смерти, его математические этюды до сих пор переиздаются в периодических изданиях.
Его труды в области прикладной математики были тесно связаны с исследовательской работой Горного института, внес значительный вклад в решение ряда проблем в области горного дела, в частности, проблемы выбора наивыгоднейшего места заложения шахты.
Особенно плодотворной была многолетняя деятельность М.К. Гребенчи в области народного образования. С начала своей научной и педагогической деятельности он принимал участие в самых разнообразных мероприятиях в области народного образования, как, например, разработка и обсуждение программ, учебных планов, рецензирование выходящих учебников и методических пособий. После смерти профессора Н. А. Глаголева в 1945 г. возглавил в качестве председателя секцию математики Учебно-методического совета Министерства просвещения РСФСР. С 1946 г. был председателем ученой комиссии по математике при Главном управлении высших учебных заведений Министерства просвещения.

## Избранные труды
- Об одном обобщении алгоритма непрерывных дробей / Проф. М. К. Гребенча. - [Москва] : [б. и.], [1923] (тип. им. Артема).
- Нахождение точки наивыгоднейшего сосредоточения грузов при откатке: Сборник статей / Проф. М. К. Гребенча ; Глав. упр. каменноугольной и сланцевой пром-сти НКТП Главуголь. Упр. глав. инж-ра. - Москва ; Грозный ; Гос. науч.-техн. горно-геол.-нефт. изд-во, 1934 (Л. : тип. им. Евг. Соколовой).
- Обыкновенные диференциальные уравнения: Пособие для высш. педагог. учеб. заведений / Проф. М. К. Гребенча. - Москва : Гос. учеб.-педагог. изд., 1937.
- Дополнительный сборник алгебраических задач [Текст] : Утв. НКП РСФСР / Под ред. проф. М. К. Гребенча. - Москва : Учпедгиз, 1940 (Ленинград).
- Курс математического анализа: Допущено ВКВШ при СНК СССР в качестве учеб. пособия для пед. ин-тов и гос. ун-тов. Ч. I. Функции одного аргумента / М. К. Гребенча и С. И. Новоселов. - Москва : Учпедгиз, 1941.
- Арифметика / М. К. Гребенча. - Москва ; Ленинград : Учпедгиз, 1947 (Ленинград : Тип. "Печ. двор").
- Курс математического анализа: Пособие для физ.-мат. фак. пед. ин-тов / М. К. Гребенча и С. И. Новоселов. - 2-е изд. - Москва : Учпедгиз, 1948-1949 (Образцовая тип.). - 1 т.
- Курс математического анализа: Пособие для физ.-мат. фак. пед. ин-тов / М. К. Гребенча и С. И. Новоселов. - 2-е изд. - Москва : Учпедгиз, 1948-1949 (Образцовая тип.). - 2 т.
- Теория чисел: Учеб.-метод. пособие для заочников пед. ин-тов / М. К. Гребенча ; Гл. упр. высш. учеб. заведений М-ва просвещения РСФСР. Науч.-метод. кабинет по заоч. обучению учителей. - Москва : Учпедгиз, 1949 (Ленинград : тип. им. Ворошилова).
- Matematikai analízis. Kötet 1 / M. K. Grebencsa - Sz. I. Novoszjolov ; Ford. Dessewаfy Olivér. - 2-ik, változatlan kiadás. - Budapest : Tankönyvkiadó, 1952.
- Matematikai analízis / M. K. Grebencsa, Sz. I. Novoszelov ; A fordítás Dessewffy Olivér munkája. - Budapest : Tankönyvkiadó, 1951-1952. - 2 т.
- Арифметика: Пособие для студентов учительских ин-тов / М. К. Гребенча, С. Е. Ляпин. - 2-е изд., перераб. - Москва : Учпедгиз, 1952.
- Курс математического анализа: [Учеб. пособие для физ.-мат. фак. пед. ин-тов] / М. К. Гребенча, С. И. Новоселов. - Москва : Учпедгиз, 1953. - 2 т.
- Курс математического анализа: [Для физ.-мат. фак. пед. ин-тов и гос. ун-тов] / М. К. Гребенча, С. И. Новоселов. - Москва : Высш. школа, 1960. - 1 т.
- Курс математического анализа: [Учеб. пособие для физ.-мат. фак. пед. ин-тов] / М. К. Гребенча, С. И. Новоселов. - 3-е изд. - Москва : Учпедгиз, 1951-1961. - 2 т.

## Признание
Президиумом Верховного Совета СССР М.К. Гребенча был награжден в 1938 г. орденом Трудового Красного Знамени, а в 1944 г. – медалью «За оборону Москвы». Министерством угольной промышленности СССР и Министерством просвещения РСФСР был награжден почётными знаками "Отличник социалистического соревнования Министерства угольной промышленности СССР" и "Отличник народного просвещения РСФСР".